# شهرستان نسا
شهرستان نسا (به لهستانی: Powiat Nysa) یک شهرستان در لهستان است که در استان اوپوله واقع شده‌است. شهرستان نسا ۱٬۲۲۳٫۸۷ کیلومتر مربع مساحت و ۱۴۵٬۶۴۰ نفر جمعیت دارد.